# Hitachiyama Taniemon
Hitachiyama Taniemon (jap. 常陸山 谷右エ門; * 19. Januar 1874 im heutigen Mito, Präfektur Ibaraki als Ichige Tani (市毛 谷); † 19. Juni 1922 in Honjo, Sumida) war ein bedeutender japanischer Sumōringer zu Beginn des 20. Jahrhunderts und der 19. Yokozuna.
Hitachiyama wurde als ältester Sohn eines Vasallen des Mito-han geboren, der in der Zeit des Shogunats dem herrschenden Tokugawa-Clan nahegestanden hatte. Er begann 1891 als Ringer des Dewanoumi-Beya seine Karriere und wurde 1903 zum Yokozuna befördert.

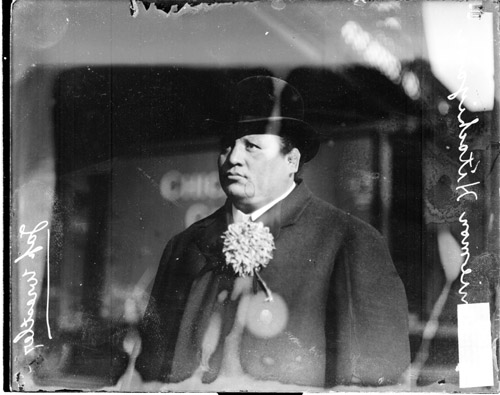
Hitachiyama in den Vereinigten Staaten, 1907.

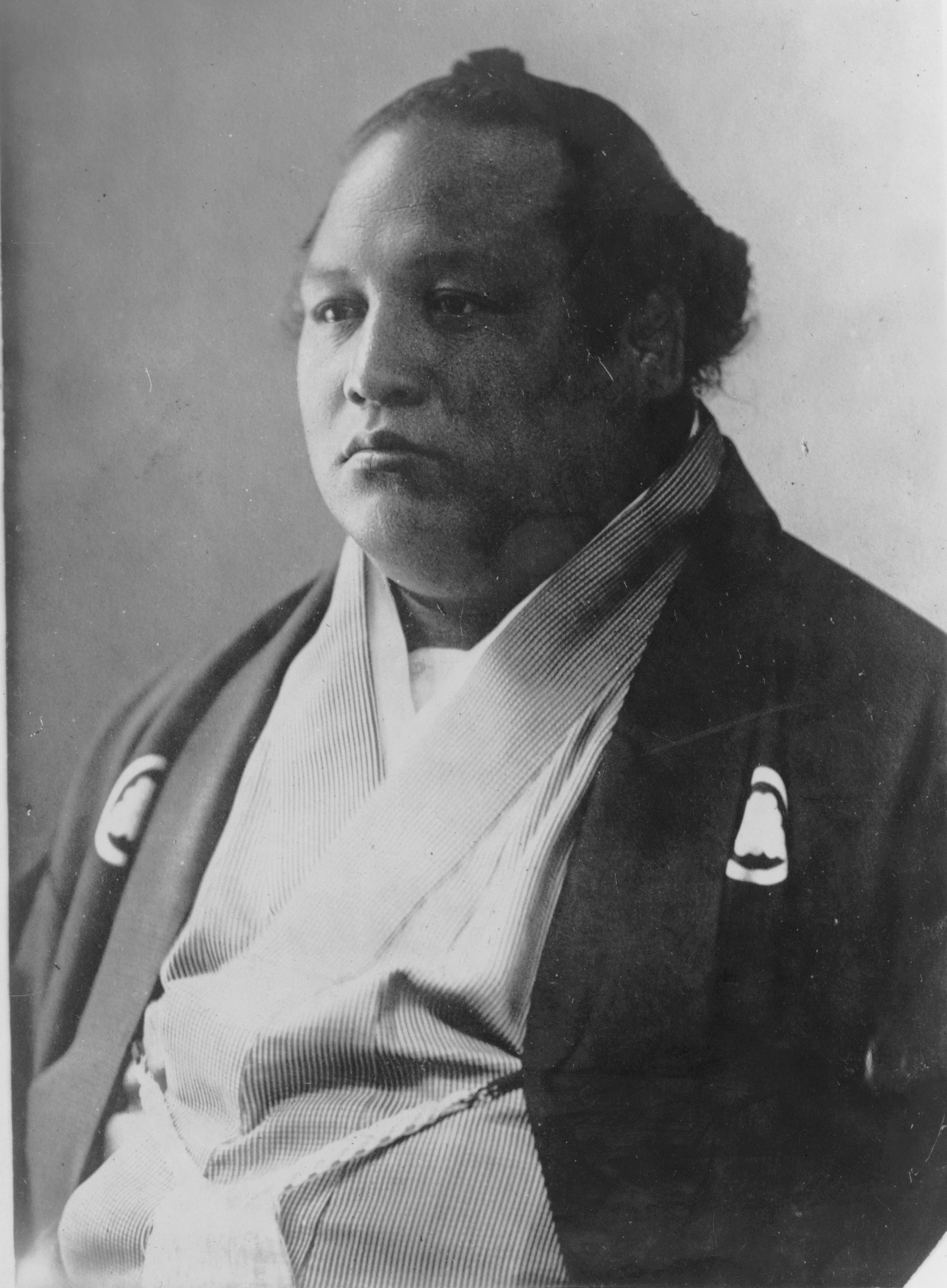
Junger Hitachiyama

Zwischen August 1907 und März 1908 besuchte Hitachiyama mit einigen Schülern die USA, wo sie u. a. im Weißen Haus eine Vorführung für Theodore Roosevelt gaben. Drei Ringer blieben am Ende der Reise in den Vereinigten Staaten zurück.
Hitachiyama zählte noch jahrelang zu den erfolgreichsten Ringern seiner Zeit und dankte erst 1914 ab.
Nach seiner aktiven Zeit leitete Hitachiyama als Stallmeister den Dewanoumi-Beya. Unter seiner Ägide erreichte Tochigiyama, den er von Anfang an gefördert hatte, die höchste Würde im Sumō. Der Stall nahm auch seinen ersten ausländischen Schüler auf, John Kentel.
Hitachiyama liegt auf dem Yanaka-Friedhof in Tokio begraben.